# من یک زن نیستم؟

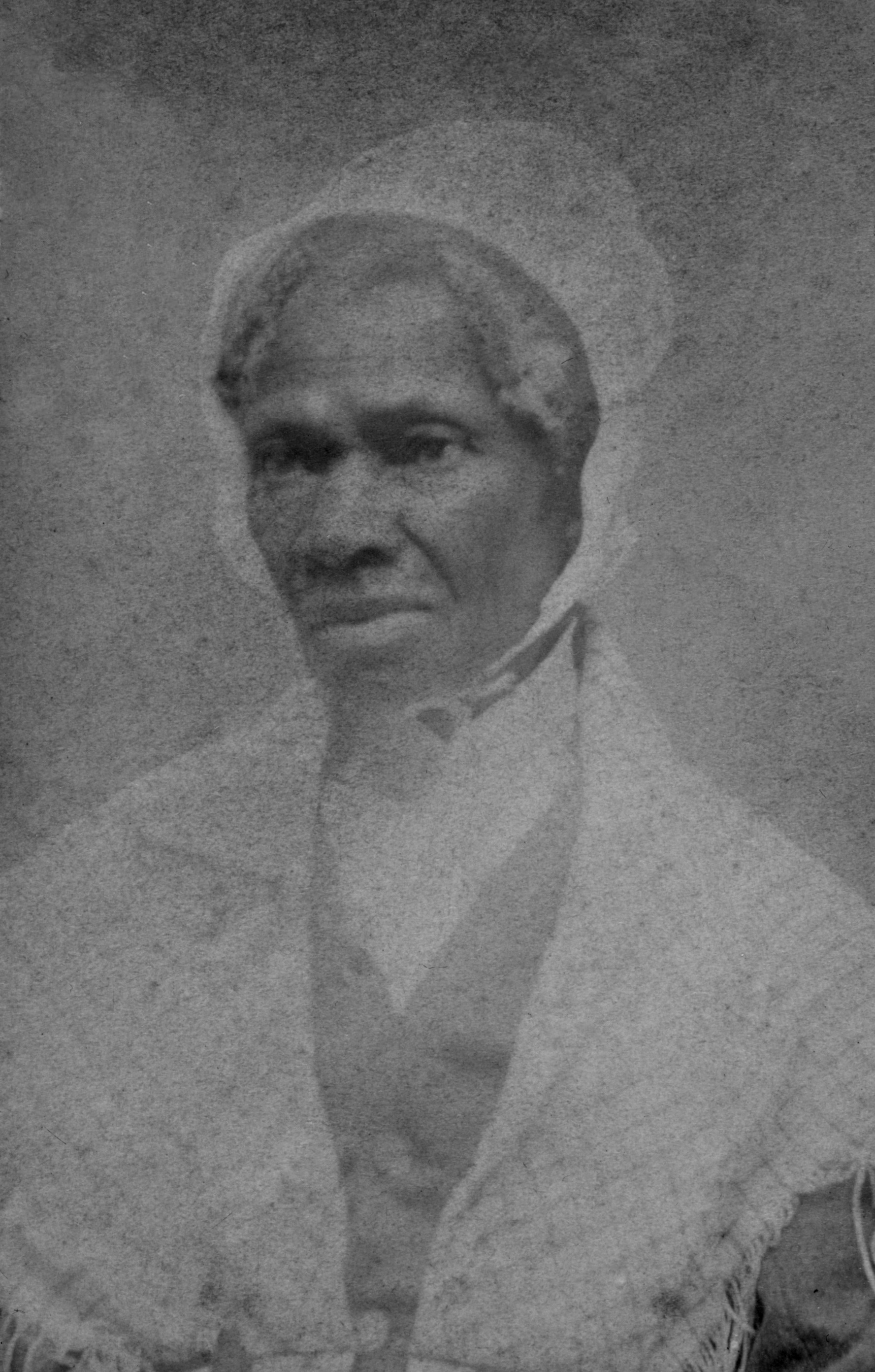
نگاره‌ای از سوجرنر تروث در حدود ۱۸۶۴ میلادی. او اولین زن سیاه‌پوستی بود که در دادگاهی در آمریکا علیه یک مرد سفیدپوست پیروز شد و با این کار موفق شد پسرش را از بردگی نجات دهد.

من یک زن نیستم؟ (به انگلیسی: Ain't I a Woman?)، نامی است که به یک سخنرانی از سوجرنر تروث اطلاق شده که در ۲۹ ماه می ۱۸۵۱ میلادی در همایش زنان در اکران، اوهایو به‌طور فی‌البداهه بیان کرد. سوجرنر زنی بود که در بردگی زاده شد و در آزادی درگذشت و به عنوان یک فعال ضد برده‌داری و طرفدار حقوق زنان شناخته می‌شود. این سخنرانی به‌طور خلاصه در دو روزنامهٔ آن زمان و نیز دو سال بعد در ۲۱ ژوئن ۱۸۵۳ میلادی در نشریهٔ‌ضدبرده‌داری منتشر شد.
این سخنرانی به ویژه هنگامی معروف شد که در سال ۱۸۶۳ در طول جنگ داخلی آمریکا، فرانسیس دانا بارکر گیج نسخه‌ای دیگر از آن‌را با نام من یک زن نیستم؟ منتشر کرد. امروزه از این سخنرانی چندین نسخه موجود است.
در حین سخنرانی او، برخی از حضار که زنانی سفیدپوست بودند سعی کردند با سوال‌پیچ کردن و طعنه و استهزا مانع سخنرانی او شوند ولی او بر این مقاومت‌ها چیره شد و نقش برجسته‌ای در مبارزات زنان این دوره ایفا کرد.